# Partito Romano-Cattolico di Stato
Il Partito Romano-Cattolico di Stato (in olandese: Rooms-Katholieke Staatspartij - RKSP) fu un partito politico dei Paesi Bassi operativo dal 1926 al 1945.

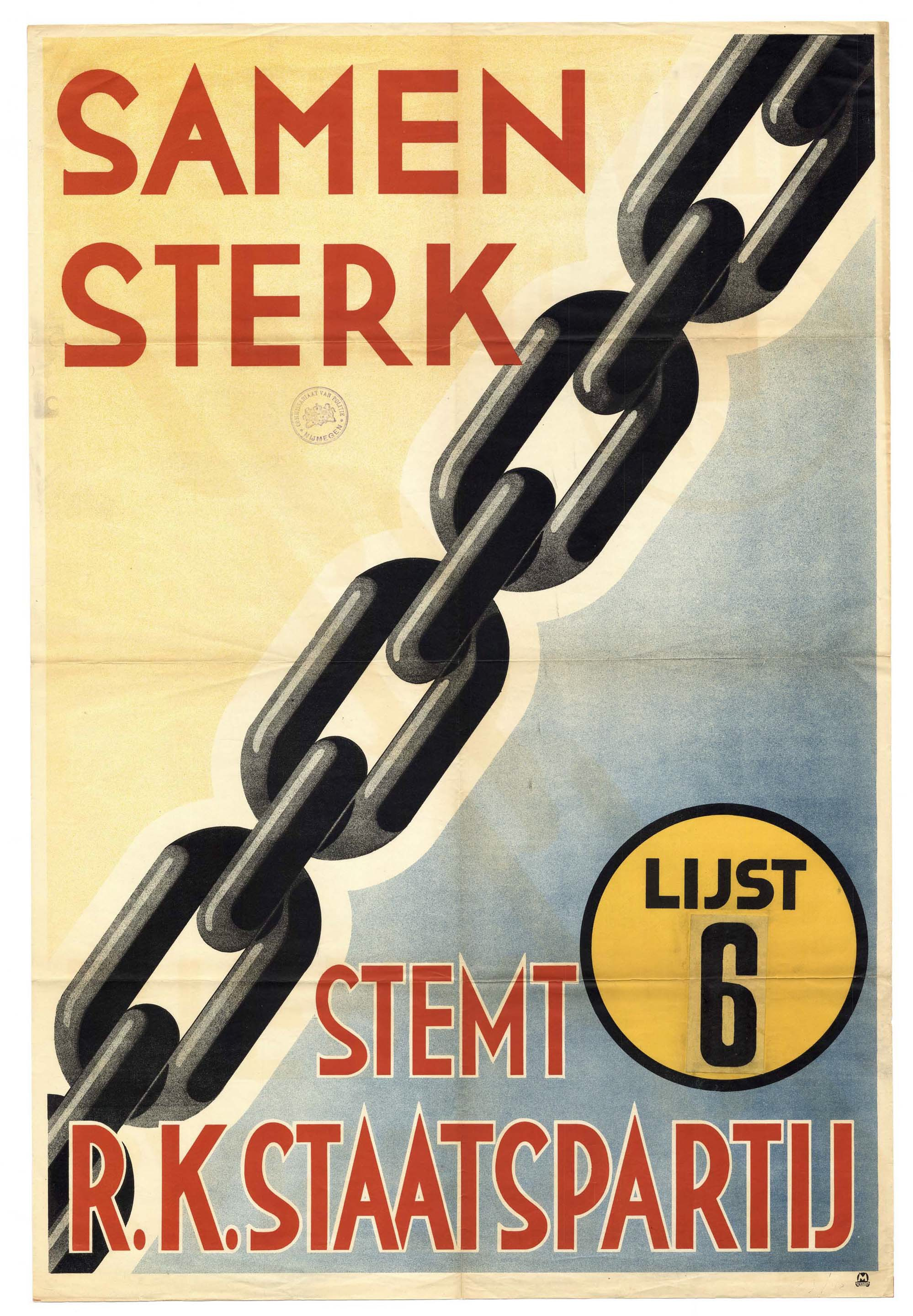
Manifesto elettorale del 1935

Di orientamento cristiano-democratico, si costituì riunendo i diversi movimenti cattolici che, in precedenza, si erano organizzati attorno alla Lega Generale delle Unioni Elettorali Romano-Cattoliche (Algemeene Bond van Roomsch-Katholieke Kiesverenigingen - ABRKK).
Nel 1945 dette vita al Partito Popolare Cattolico, confluito nel 1980 in Appello Cristiano Democratico.

## Risultati
| Elezione         | Voti      | %     | Seggi    |
| ABRKK            | ABRKK     | ABRKK | ABRKK    |
| ---------------- | --------- | ----- | -------- |
| Legislative 1918 | 402.908   | 29,97 | 30 / 100 |
| Legislative 1922 | 874.745   | 29,86 | 32 / 100 |
| Legislative 1925 | 883.333   | 28,63 | 30 / 100 |
| RKSP             |           |       |          |
| Legislative 1929 | 1.001.589 | 29,64 | 30 / 100 |
| Legislative 1933 | 1.037.343 | 27,87 | 28 / 100 |
| Legislative 1937 | 1.170.431 | 28,84 | 31 / 100 |